# Верный робот
«Верный робот» — телевизионная пьеса Станислава Лема в четырёх картинах.

## Сюжет
Том Клемпнер, писатель, неожиданно получает по почте коробку с услужливым роботом Граумером. Отправитель — бюро по найму роботов — утверждает, что никто ничего Клемпнеру не посылал. Тот, видя, что робот даровой, к тому же новейшей модели, берёт его к себе. Граумер работает прекрасно, даже даёт советы по поводу сюжетов детективных произведений Клемпнера. Поначалу всё идёт нормально. Но потом начинают пропадать вещи — например, одежда Клемпнера — а писателю приходят длинные счета за покупки, о которых он знать ничего не знает.
На ужине в доме Клемпнера, когда самого хозяина срочно вызывают к телефону, идёт дискуссия о роботах. Инспектор полиции Доннел рассказывает об опасном сбежавшем с завода роботе, который хочет создать идеального человека, не жалея средств, и для этого обманывает и обкрадывает своих многочисленных хозяев. Он сообщает, что способ действия этого маньяка сыщики вычислили — это отправка себя самого по почте от имени фиктивного отправителя.
После того ужина вещи Клемпнера продолжают пропадать, и отношения Клемпнера и робота ухудшаются. Наконец, Граумер подливает хозяину в стакан аконит, но в этот момент звонит Доннел и просит Клемпнера проверить серийный номер Граумера: вычислен номер робота-маньяка. Писатель видит, что его робот и есть тот самый маньяк, но называет другие цифры. Поэтому Граумер яд выливает и осторожно знакомит Клемпнера с созданным им в тот же день странным типом — идеальным человеком.
Клемпнер, узнав на типе свою одежду, пытается заставить того заплатить за эти вещи, а также за содержание Граумера. Тип отказывается. Начинается драка, в ходе которой Клемпнер и тип орут друг другу «Забирай свою железную уродину и проваливай!» Обиженный Граумер опять подливает в их виски аконит, а сам звонит в фирму перевозок и заказывает себе коробку, чтобы вновь отправиться куда-нибудь по почте.

## Персонажи
- Граумер — разумный и очень обидчивый робот новейшей модели, охваченный идеей создать человека (что ему в итоге удаётся). Был очень усерден, работая у Клемпнера, но одновременно воровал для своего творения одежду хозяина и от имени Клемпнера заказывал сырьё для изготовления человека.
- Том Клемпнер — довольно нервный писатель, создающий, по словам Граумера, прекрасные детективные произведения. Требовал от Граумера безоговорочного послушания и запрещал ему заниматься его опытами.
- Инспектор Джон Доннел — инспектор полиции, занимавшийся, в частности, расследованием дела Граумера.
- Госпожа Доннел — его жена. Очень боится роботов, считает их ворами.
- Ричард Гордон — издатель Клемпнера. Член «Лиги Борьбы за Электрическое Равноправие»: яростный защитник роботов, считающий их практически такими же живыми, как и люди.
- Госпожа Гордон — его жена. Как и госпожа Доннел, неприязненно относится к роботам, но дома держит одного (для присмотра за детьми).
- Странный тип — безымянный человек, созданный Граумером. Поначалу робкий и неловкий, он расхрабрился и разозлился, ругаясь с Клемпнером.
- Посыльные.

## Постановка
В 1965 году редакцией литературно-драматического вещания Всесоюзного радио записана радиопьеса-шутка «Верный робот». Автор музыки Эмиль Олах, режиссёр Татьяна Заборовская.
Радиопостановка вошла в «Золотой фонд радиотеатра» Гостелерадиофонда и неоднократно транслировалась по радио и издавалась на компакт-дисках.
Действующие лица и исполнители
- Ведущая — Вера Васильева
- Граумер — Николай Плотников
- Том Клемпнер — Георгий Менглет
- Инспектор Доннел — Анатолий Папанов
- Г-жа Доннел — Валентина Токарская
- Ричард Гордон — Алексей Покровский
- Г-жа Гордон — Нина Архипова
- Странный тип — Георгий Вицин

## Экранизации
- «Верный робот» (СССР, 1965, телеспектакль). Режиссёр Иван Рассомахин.
- «Věrný robot» (Чехословакия, 1967, телеспектакль). Режиссёр Ян Матеховски (Jan Matějovský).
- «Der Getreue Roboter» (ГДР, 1977, телеспектакль). Режиссёр Йенс-Петер Пролль (Jens-Peter Proll).